# Chelsea Football Club 2001-2002
Questa voce raccoglie le informazioni riguardanti il Chelsea Football Club nelle competizioni ufficiali della stagione 2001-2002.

## Maglie e sponsor
Lo sponsor tecnico per la stagione 2001-2002 è Umbro, mentre lo sponsor ufficiale è Emirates Airlines, recante il logo "Fly Emirates". La prima divisa è completamente blu, esclusi i calzettoni, bianchi, mentre la seconda divisa è completamente bianca, esclusi i calzettoni, blu.
| Casa | Trasferta | Terza divisa |

## Rosa
| N. |                        | Ruolo | Calciatore              |
| -- | ---------------------- | ----- | ----------------------- |
| 1  | Paesi Bassi (bandiera) | P     | Ed de Goeij             |
| 3  | Nigeria (bandiera)     | D     | Celestine Babayaro      |
| 6  | Francia (bandiera)     | D     | Marcel Desailly         |
| 8  | Inghilterra (bandiera) | C     | Frank Lampard           |
| 9  | Paesi Bassi (bandiera) | A     | Jimmy Floyd Hasselbaink |
| 10 | Jugoslavia (bandiera)  | C     | Slaviša Jokanović       |
| 11 | Paesi Bassi (bandiera) | C     | Boudewijn Zenden        |
| 12 | Croazia (bandiera)     | C     | Mario Stanić            |
| 13 | Francia (bandiera)     | D     | William Gallas          |
| 14 | Inghilterra (bandiera) | D     | Graeme Le Saux          |
| 15 | Paesi Bassi (bandiera) | D     | Mario Melchiot          |
| 17 | Francia (bandiera)     | C     | Emmanuel Petit          |
| 18 | Spagna (bandiera)      | D     | Albert Ferrer           |

| N. |                        | Ruolo | Calciatore         |
| -- | ---------------------- | ----- | ------------------ |
| 20 | Inghilterra (bandiera) | C     | Jody Morris        |
| 22 | Islanda (bandiera)     | A     | Eiður Guðjohnsen   |
| 23 | Italia (bandiera)      | P     | Carlo Cudicini     |
| 24 | Italia (bandiera)      | C     | Samuele Dalla Bona |
| 25 | Italia (bandiera)      | A     | Gianfranco Zola    |
| 26 | Inghilterra (bandiera) | D     | John Terry         |
| 29 | Germania (bandiera)    | D     | Robert Huth        |
| 30 | Danimarca (bandiera)   | C     | Jesper Grønkjær    |
| 31 | Australia (bandiera)   | P     | Mark Bosnich       |
| 32 | Finlandia (bandiera)   | A     | Mikael Forssell    |
| 33 | Uganda (bandiera)      | D     | Joel Kitamirike    |
| 36 | Inghilterra (bandiera) | C     | Joe Keenan         |
| 39 | Inghilterra (bandiera) | A     | Carlton Cole       |

## Calciomercato
| Arrivi | Arrivi           | Arrivi              | Arrivi        |
| R.     | Nome             | da                  | Modalità      |
| ------ | ---------------- | ------------------- | ------------- |
| D      | William Gallas   | Olympique Marsiglia | definitivo    |
| C      | Frank Lampard    | West Ham Utd        | definitivo    |
| C      | Emmanuel Petit   | Barcellona          | definitivo    |
| C      | Boudewijn Zenden | Barcellona          | definitivo    |
| A      | Mikael Forssell  | Crystal Palace      | fine prestito |

| Partenze | Partenze            | Partenze            | Partenze      |
| R.       | Nome                | a                   | Modalità      |
| -------- | ------------------- | ------------------- | ------------- |
| P        | Kevin Hitchcock     | Watford             | definitivo    |
| D        | Jon Harley          | Fulham              | definitivo    |
| D        | Bernard Lambourde   | Bastia              | svincolato    |
| D        | Frank Lebœuf        | Olympique Marsiglia | definitivo    |
| C        | Roberto Di Matteo   |                     | fine carriera |
| C        | Gustavo Poyet       | Tottenham           | definitivo    |
| C        | Jay Richardson      | Exeter City         | svincolato    |
| C        | Dennis Wise         | Leicester City      | definitivo    |
| A        | Pierluigi Casiraghi |                     | fine carriera |